# ヴァルター・コンツ
ヴァルター・コンツ (Walter Conz, 1872年7月27日 - 1947年5月13日)は、ドイツの画家。

## 生涯

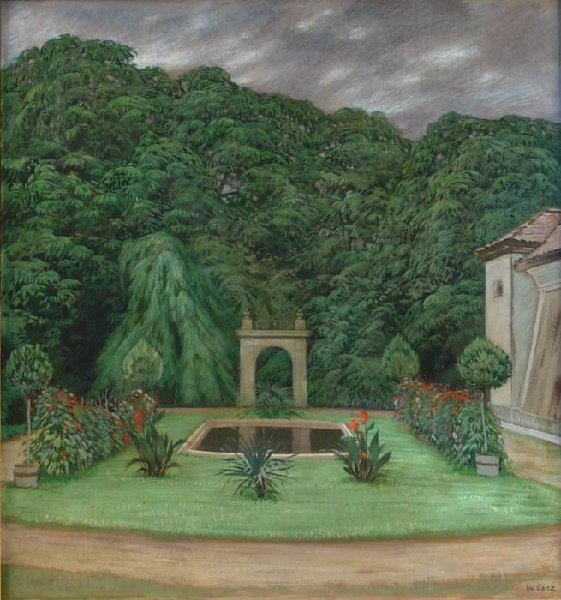
コンツの絵画、「嵐の前」

シュトゥットガルトに画家、グスタフ・コンツの息子として生まれる。1890年からシュトゥットガルト美術アカデミーでヤコブ・グリューネンヴァルト、1891年から1898年までカールスルーエ・アカデミーでエルンスト・シュルス、カスパー・リッター、グスタフ・シェーンレーバーとレオポルト・フォン・カルクロイトの各氏に師事。また、ヴィルヘルム・クラウスコップのエッチングの授業も受講し、1898年にクラウスコップが病に倒れた時には、暫定的に、クラウスコップのクラスの授業を受け持った。
1902年からカールスルーエの美術アカデミーのエッチングの教授およびディレクターとなり、カールスルーエ州立マジョリカ製作所と共同制作を行うようになった。1918年からは絵画の講座も受け持つようになったが、1933年に引退し、1935年からボーデン湖畔に移った。
息子のベルンハルト・コンツは音楽家となりビーレフェルト歌劇場の音楽監督などを務めた。
ウーバーリンゲンにて没。